# MBSマンスリーリポート
MBSマンスリーリポート（エムビーエスマンスリーリポート）とは、毎日放送（MBSテレビ）で原則として毎月第1日曜日の午前5:55 - 6:10（JST）に放送されている広報・自己批評番組である。2014年3月1日までは、毎月第1土曜日の5:30 - 5:45（JST）に放送されていた。
毎日放送では「新日本放送」時代の1959年3月1日から2021年3月31日までテレビ放送事業とラジオ放送事業を兼営していたため、当番組では2020年度まで、ラジオ番組に関する放送番組審議会からの報告や特集・告知も随時放送していた。株式会社MBSラジオによるラジオ放送事業の承継・毎日放送のテレビ単営局化（2021年4月1日）に伴って、株式会社MBSラジオにも放送番組審議会が設けられたため、2021年度以降の放送ではテレビ番組に関する審議会報告・特集・告知を中心に扱っている。

## 概要
前月に開催された毎日放送番組審議会の報告と、テレビ番組の制作現場、制作スタッフ・出演者のインタビュー、放送技術に関する取り組みなどを月替わりで紹介する「特集」で構成。放送月によっては、毎日放送が主催・後援するイベントの情報を伝えることもある。また、毎日放送制作の番組が日本内外のコンクールで受賞した場合や、同局所属のアナウンサーがアノンシスト賞で表彰された場合には、受賞・表彰の翌月に当番組で概要を報告する。
毎日放送のテレビ番組が地上アナログ放送を通じて放送されていた時期には、2009年5月2日放送分から地上アナログ放送を終了（地上デジタル放送へ完全に移行）するまで、当番組の放送にレターボックス技術を使用していた。また、2021年度（2021年8月放送分）までは、公益信託高橋信三記念放送文化振興基金からの研究助成に関する募集告知・決定報告を年に1回ずつ放送していた（助成自体は同年度で終了）。
なお、2019年以降に放送済みの「特集」については、毎日放送のYouTube公式チャンネルで2021年4月20日から動画を順次配信。「特集」によっては、未放送のシーンを含めた動画を「完全版」として配信することがある。

## 司会
いずれも出演時点で毎日放送アナウンサー

### 現在
- 西村麻子（2021年4月4日 - ）

### 過去
- 古川圭子（2014年4月6日まで）
- 高井美紀（2014年4月13日 - 2021年3月7日）

## その他
- 2002年、『ウルトラマンコスモス』の主演俳優が傷害・恐喝事件で逮捕されたために放送が一旦打ち切られた件について、当番組で事情説明があると思われていたが、放送日直前になって被害者とされていた人物の狂言であることが判明。そのため放送予定だった当番組は休止となり、後日改めて放送された。
- 2022年9月4日放送で、毎日放送制作の経済ドキュメンタリー番組『ザ・リーダー』（2024年3月放送分まで毎月第2日曜の5時30分→同年4月改編によって不定期放送に移行・この番組に出演していた高井も出演）を取り上げた際に、2022年8月24日に逝去された京セラの稲盛和夫名誉会長が『ザ・リーダー』に出演されていた映像（本放送は2016年12月31日に行われた）が使われていたため、「先月24日 ご逝去されました 謹んでお悔やみ申し上げます」というテロップ表記で、哀悼の意を表した。